# Grenze zwischen Kroatien und Serbien

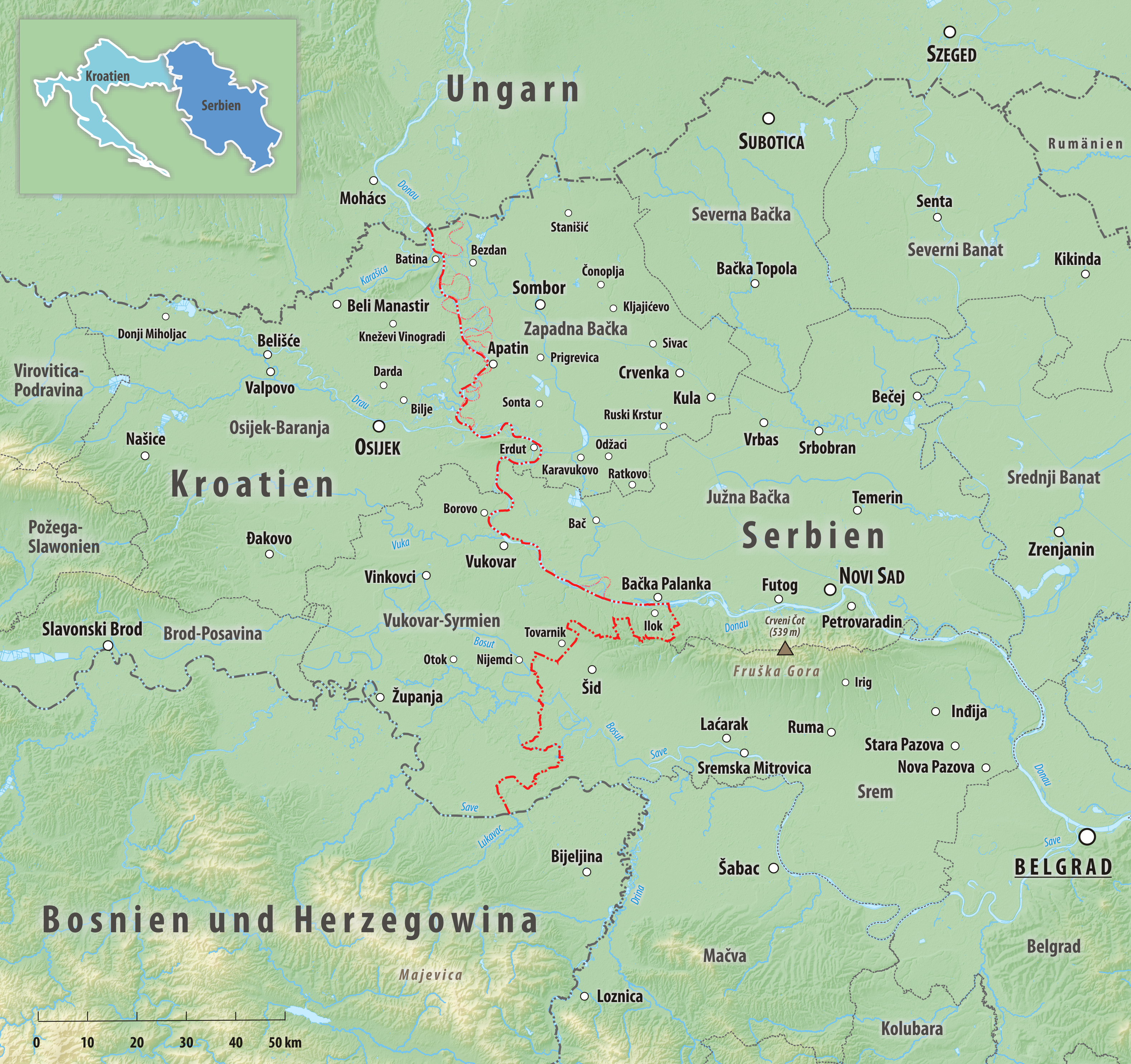
Grenzverlauf zwischen Kroatien und Serbien

Die Grenze zwischen Kroatien und Serbien trennt das Staatsgebiet der Republik Kroatien und von Serbien. Ihre Länge wird (aus serbischer Sicht) mit 217 km angegeben, davon 137 km in der Donau. Sie ist Außengrenze der Europäischen Union.

## Grenzverlauf
Die gemeinsame Staatsgrenze nimmt im Norden am Austritt der Donau aus Ungarn ihren Anfang. Der Grenzverlauf ist insbesondere bis zur Mündung der Drau in die Donau umstritten:

### Donauabschnitt
Nach Auffassung von Serbien wird die Grenze durch den Talweg der Donau gebildet. Dagegen sieht Kroatien die historische Grenze zwischen den früheren ungarischen Komitaten (Gespanschaften, županija) Baranya und Bács-Bodrog als maßgeblich an, die teilweise erheblich vom Talweg abweicht und insbesondere die östlich der Donau gelegenen Gebiete von Karapanđ(ž)a und Kenđija, Blaževica und Kolondoš, Zmajevac I und Zmajevac II, Poluostrvo, Zverinjak und Srebrenica Kroatien zuweist, während Kroatien die westlich des Talwegs gelegenen Teile des Komitats Bács-Bodrog nicht für sich beansprucht. Die von Kroatien beanspruchte Grenzlinie geht hauptsächlich auf frühere Mäander der Donau zurück. Diese auch von Serbien nicht beanspruchten Flächen (in der Karte grün markiert) stellen somit ein Niemandsland (terra nullius) dar, in dem versucht wurde, mehrere Mikronationen zu etablieren.
Auch der weitere Verlauf der Donaugrenze weist zwei von Kroatien beanspruchte Gebiete nordöstlich der Donau auf, nämlich die Insel von Vukovar und die größere Insel von Šarengrad.

### Grenzverlauf zwischen Donau und Save
Östlich von Ilok verlässt die Grenze die Donau und wendet sich nach Süden. Hier gehören auch die Dörfer Šarengrad und Bapska seit 1948 zu Kroatien. Westlich des serbischen Dorfs Vizić wendet sich die Grenzlinie nach Westen, lässt Molovin bei Serbien und schneidet zwischen Šid (serbisch) und Tovarnik (kroatisch) die Bahnstrecke Zagreb-Belgrad. Südlich von Tovarnik verläuft die Grenze im Westen der serbischen Dörfer Ilinci und Baltrovci, dabei den kleinen Fluss Bosut querend zum früheren Autoput Bratstvo i jedinstvo (jetzt in Kroatien Autobahn Autocesta A3, in Serbien Autoput A3) mit Grenzübergang zwischen Lipovac (Kroatien) und Batrovci (Serbien). In ihrem weiteren Verlauf lässt die Grenze den Wald von Malovanci auf serbischer Seite und das Dorf Strošinci in Kroatien, während das serbische Jamena in einer weiten Ausbuchtung Serbiens am Nordufer der Save liegt, an deren Ende die kroatisch-serbische Grenze an der Save auf die Grenze zu Bosnien und Herzegowina trifft.

## Gemeinden an der Staatsgrenze (von Nord nach Süd)

Der umstrittene Grenzverlauf zwischen der ungarischen Grenze und der Mündung der Drava/Drau in die Donau

Der umstrittene und mehrmals geänderte Grenzverlauf von Vukovar bis zur Save

| KROATIEN                | KROATIEN          | KROATIEN         |                  | SERBIEN     | SERBIEN                 | SERBIEN       |
| Gespanschaft            | Gemeinde          | Grenz- übertritt | Grenz- übertritt | Gemeinde    | Okrug Verwaltungsbezirk |               |
| ----------------------- | ----------------- | ---------------- | ---------------- | ----------- | ----------------------- | ------------- |
| Ungarn                  |                   |                  |                  |             |                         |               |
| Osijek-Baranja          | Draž              |                  | D o n a u        |             | Sombor                  | Zapadna Bačka |
| Osijek-Baranja          | Kneževi Vinogradi |                  | D o n a u        |             | Sombor                  | Zapadna Bačka |
| Osijek-Baranja          | Apatin            |                  | D o n a u        |             |                         | Zapadna Bačka |
| Osijek-Baranja          | Bilje             |                  | D o n a u        |             |                         | Zapadna Bačka |
| Osijek-Baranja          | Erdut             |                  | D o n a u        |             |                         | Zapadna Bačka |
| Osijek-Baranja          | Odžaci            |                  | D o n a u        |             |                         | Zapadna Bačka |
| Osijek-Baranja          |                   | Bač              | D o n a u        | Južna Bačka |                         |               |
| Vukovar-Syrmien         | Borovo            | Bač              | D o n a u        | Južna Bačka |                         |               |
| Vukovar-Syrmien         | Vukovar           | Bač              | D o n a u        | Južna Bačka |                         |               |
| Vukovar-Syrmien         | Lovas             | Bač              | D o n a u        | Južna Bačka |                         |               |
| Vukovar-Syrmien         | Bačka Palanka     |                  | D o n a u        | Južna Bačka |                         |               |
| Vukovar-Syrmien         | Ilok              |                  | D o n a u        | Južna Bačka |                         |               |
| Vukovar-Syrmien         |                   |                  |                  | Južna Bačka |                         |               |
| Vukovar-Syrmien         |                   | Šid              | Srem             |             |                         |               |
| Vukovar-Syrmien         | Lovas             | Šid              | Srem             |             |                         |               |
| Vukovar-Syrmien         | Tovarnik          | Šid              | Srem             |             |                         |               |
| Vukovar-Syrmien         | Nijemci           | Šid              | Srem             |             |                         |               |
| Vukovar-Syrmien         | Vrbanja           | Šid              | Srem             |             |                         |               |
| Vukovar-Syrmien         | Drenovci          | Šid              | Srem             |             |                         |               |
| Bosnien und Herzegowina |                   |                  |                  |             |                         |               |

## Geschichte

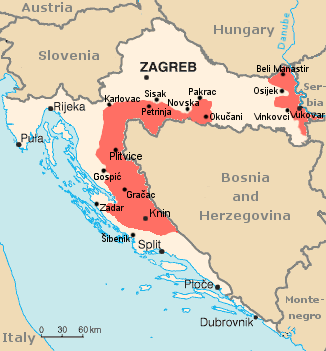
Das De-facto-Regime der Srpska Krajina

Der Talweg der Donau wurde 1945 als Grenze zwischen den Teilrepubliken Serbien und Kroatien definiert, jedoch erhielt die kroatische Teilrepublik in den späten 1940er Jahren durch die sogenannte Đilas-Kommission auch einen weiter östlich gelegenen Anteil südlich der Donau bis einschließlich Ilok (gegenüber von Bačka Palanka) zugesprochen. Einige Gebiete mit Ilok und die Stadt Vukovar wurden 1991 im Zug des Kroatienkriegs serbisch besetzt und der Republik Serbische Krajina angegliedert. Diese Gebiete kamen 1995/1998 durch das Abkommen von Erdut wieder unter kroatische Kontrolle. Durch den Zerfall Jugoslawiens wurde die Grenze zwischen den früheren Teilrepubliken zur internationalen Grenze und durch den Beitritt Kroatiens zur Europäischen Union am 1. Juli 2013 zur EU-Außengrenze. Zwischen Serbien und Kroatien sind Verhandlungen über die Lösung des Grenzdisputs angelaufen.  Für die Insel von Vukovar besteht seit 2006 eine pragmatische Lösung.
2015 kamen besonders viele Migranten über die Balkanroute nach Westeuropa. Als Ungarn einen Grenzzaun zu Serbien baute, verlagerte sich deren Verlauf binnen weniger Tage auf Kroatien, Slowenien und Südostösterreich.
Österreich plante einen Grenzzaun zu Slowenien;
Slowenien plante einen Grenzzaun zu Kroatien.
Kroatien plante 2015 einen Grenzzaun an der Grenze zu Serbien.

Slowenien baute im November 2015 einen Grenzzaun an der Grenze zu Kroatien.

## Versuchte Gründung von Mikronationen

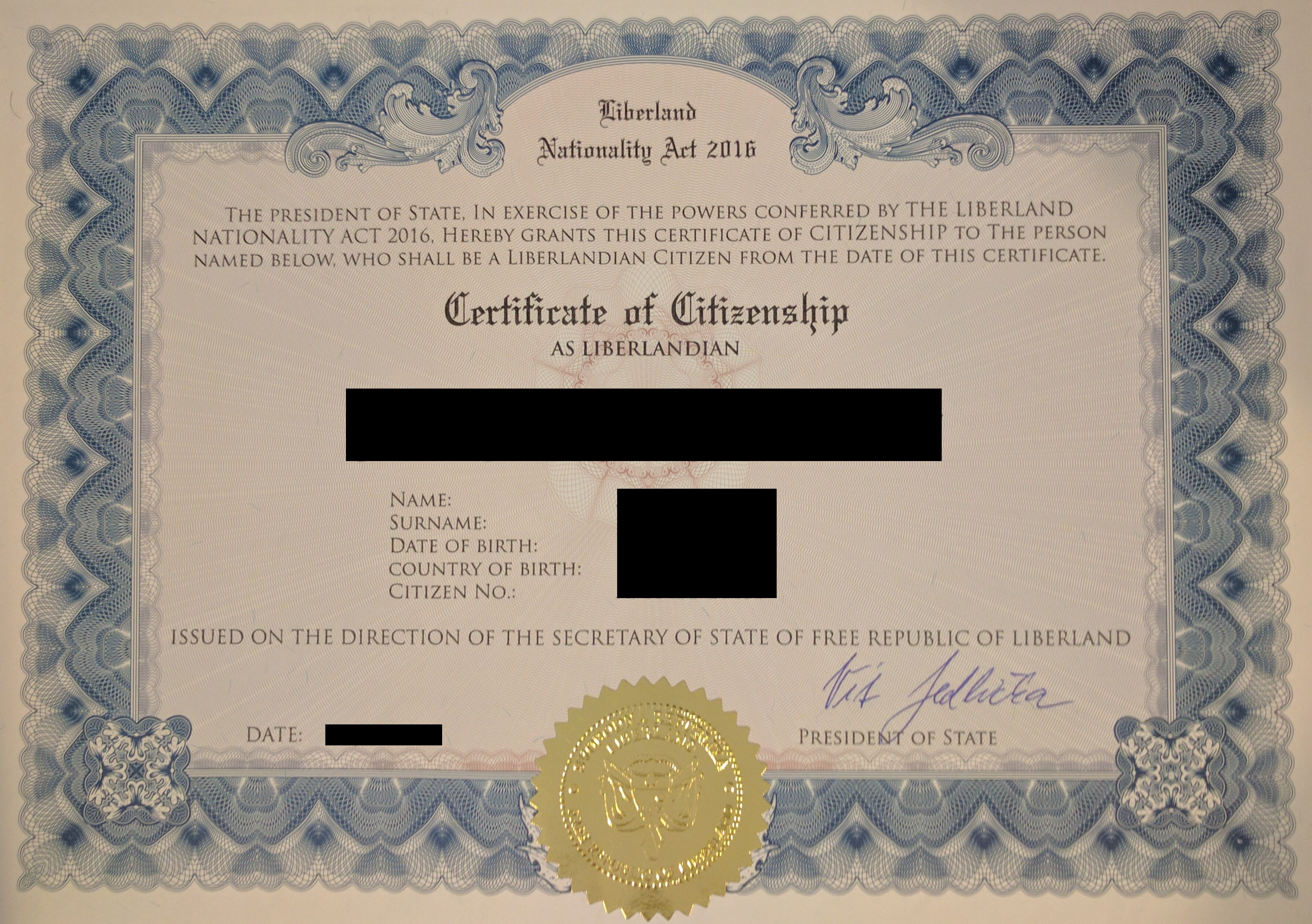
"Staatsbürgerschaftsnachweis" von Liberland

In den umstrittenen Gebieten an der Donau erfolgte der Versuch der Gründung mehrerer Mikronationen, so auf der weder von Serbien noch von Kroatien beanspruchten, rund 7 km² großen ehemaligen unbewohnten Halbinsel Gornja Siga die von Liberland und des 100 m² großen sogenannten Königreichs Enclava. Auf den auf der Karte als pocket 1 bis 3 bezeichneten Flächen erfolgte der Versuch der Gründung eines Fürstentums Ongal.